# أل غودمان
أل غودمان (بالإنجليزية: Al Goodman)‏ هو ملحن وكاتب أغاني وعازف بيانو أمريكي، ولد في 12 أغسطس 1890 في نيكوبول في أوكرانيا، وتوفي في 10 يناير 1972 في نيويورك في الولايات المتحدة.

## وصلات خارجية
- أل غودمان على موقع IMDb (الإنجليزية)
- أل غودمان على موقع قاعدة بيانات برودواي على الإنترنت (الإنجليزية)
- أل غودمان على موقع قاعدة بيانات برودواي على الإنترنت (الإنجليزية)
- أل غودمان على موقع قاعدة بيانات الفيلم (الإنجليزية)